# Теклетунуп
Теклетунуп — потухший вулкан на западном склоне Срединного хребта, в верховьях реки Теклеваям (приток реки Воямполки) на полуострове Камчатка, Россия.
Форма вулкана представляет собой пологий щит. В географическом плане вулканическое сооружение имеет несколько вытянутую в широтном направлении форму с осями 22 × 15 км, площадь — 240 км², объём изверженного материала 56 км³. Абсолютная высота — 1395 м (1290 м на современных картах), относительная: западных склонов — 900 м, восточных — 700 м.
Теклетунуп является одним из наиболее древних щитообразных построек на Камчатке. Вулканическая постройка данного вулкана разрезана троговой долиной реки Теклетунуп на два крупных сегмента, которые в свою очередь эродированы до отдельных останцов. Состав лав, слагающих вулкан представлен базальтами и андезито-базальтами. Деятельность вулкана относится к верхнеплиоценовому — древнечетвертичному периоду. Вулкан входит в группу северного вулканического района, срединного вулканического пояса.